# Челгаши
Челгаши (каз. Шалғышы) — село в Карасуском районе Костанайской области Казахстана. Административный центр Челгашинского сельского округа. Код КАТО — 395285100.

## Население
В 1999 году население села составляло 1873 человека (886 мужчин и 987 женщин). По данным переписи 2009 года в селе проживало 1805 человек (884 мужчины и 921 женщина).